# Copa Europeia de Atletismo Sub-23 de 1994
A 2ª Copa Europeia de Atletismo Sub-23 foi disputada entre os dias  30 e 31 de Julho de 1994 para atletas que não completaram seu 23º aniversário em 1994. A competição ocorreu nas cidades de Ostrava, na República Checa, e em Lillehammer, na Noruega. As equipas participantes foram divididas em duas divisões, A e B. Cada divisão  foi composta de 35 provas distribuídas entre 19 masculina e 16 feminina.

## Divisão A
A divisão A foi disputada em Ostrava na República Checa. 

### Classificação das equipes
| Posição | Nacionalidade | Pontos |
| ------- | ------------- | ------ |
| 1       | Alemanha      | 104    |
| 2       | Itália        | 100    |
| 3       | Rússia        | 100    |
| 4       | França        | 91     |
| 5       | Reino Unido   | 85     |
| 6       | Grécia        | 75     |
| 7       | Espanha       | 67     |
| 8       | Chéquia       | 55     |

| Posição | Nacionalidade | Pontos |
| ------- | ------------- | ------ |
| 1       | Rússia        | 108    |
| 2       | Alemanha      | 91     |
| 3       | Roménia       | 82     |
| 4       | Chéquia       | 65     |
| 5       | Reino Unido   | 62     |
| 6       | Itália        | 61     |
| 7       | Finlândia     | 58     |
| 8       | Bulgária      | 47     |

### Resultados
Esses foram os resultados da Divisão A. 
Masculino
| Evento                       | Ouro                                                                            | Ouro     | Prata                                                                     | Prata    | Bronze                       | Bronze   |
| ---------------------------- | ------------------------------------------------------------------------------- | -------- | ------------------------------------------------------------------------- | -------- | ---------------------------- | -------- |
| 100 m                        | Toby Box · Reino Unido                                                          | 10.47    | Christian Konieczny · Alemanha                                            | 10.58    | Alessandro Orlandi · Itália  | 10.61    |
| 200 m                        | Evgenios Papadopoulos · Grécia                                                  | 21.05    | Toby Box · Reino Unido                                                    | 21.06    | Konstantin Demin · Rússia    | 21.10    |
| 400 m                        | Andrey Boykov · Rússia                                                          | 46.62    | Thomas Kelikke · Alemanha                                                 | 46.63    | Adrian Patrick · Reino Unido | 47.09    |
| 800 m                        | Jimmy Jean-Joseph França                                                        | 1:50.34  | Marco Chiavarini · Itália                                                 | 1:51.10  | Oliver Poeschl · Alemanha    | 1:51.46  |
| 1500 m                       | Salvatore Vincenti · Itália                                                     | 3:56.50  | Dominique Löser · Alemanha                                                | 3:56.78  | Mateo Canellas · Espanha     | 3:56.82  |
| 5000 m                       | Maurizio Leone · Itália                                                         | 14:03.89 | Vener Kashaev · Rússia                                                    | 14:05.62 | Jan Peshava · Chéquia        | 14:14.93 |
| 3000 m com obstáculo         | Stéphane Desaulty França                                                        | 8:46.53  | Damian Kallabis · Alemanha                                                | 8:47.11  | Eliseo Martín · Espanha      | 8:53.71  |
| 110 m com barreiras          | Falk Balzer · Alemanha                                                          | 13.82    | Neil Owen · Reino Unido                                                   | 13.97    | David Kafka França           | 14.02    |
| 400 m com barreiras          | Ashraf Saber · Itália                                                           | 49.87    | Aleksandr Belikov · Rússia                                                | 50.68    | Jimmy Coco França            | 51.54    |
| Revezamento 4 x 100 metros   | Reino Unido · Tremayne Rutherford · Toby Box · Douglas Walker · Darren Campbell | 39.23    | França Needy Guims Sébastien Carrat Sébastien Saye Stéphane Cali          | 39.70    | Grécia                       | 40.22    |
| Revezamento 4 x 400 metros   | Alemanha · Andreas Hein · Markus Rau · Alexander Müller · Thomas Kelikke        | 3:05.48  | Itália · Pietro Pagliara · Walter Groff · Michele D'Angelo · Ashraf Saber | 3:05.53  | Reino Unido                  | 3:07.16  |
| Salto em altura              | Dimitrios Kokotis · Grécia                                                      | 2.24 m   | Sergey Klyugin · Rússia                                                   | 2.21 m   | Luca Zampieri · Itália       | 2.21 m   |
| Salto com vara               | Gérald Baudouin França                                                          | 5.70 m   | Viktor Chistiakov · Rússia                                                | 5.65 m   | Daniel Martí · Espanha       | 5.50 m   |
| Salto em distância           | Roman Orlík · Chéquia                                                           | 7.85 m   | Georg Ackermann · Alemanha                                                | 7.82 m   | Marco Alberti · Itália       | 7.68 m   |
| Salto triplo                 | Tosi Fasinro · Reino Unido                                                      | 16.74 m  | Igor Sautkin · Rússia                                                     | 16.57 m  | Julio López · Espanha        | 16.51 m  |
| Arremesso de peso (6 kg)     | Manuel Martínez · Espanha                                                       | 19.93 m  | Victor Kapustin · Rússia                                                  | 18.60 m  | Stefan Poehn · Alemanha      | 17.89 m  |
| Arremesso de disco (1,75 kg) | Nikolay Orekhov · Rússia                                                        | 59.56 m  | Marek Bílek · Chéquia                                                     | 58.60 m  | Glen Smith · Reino Unido     | 56.60 m  |
| Arremesso de martelo (6 kg)  | Marcel Kunkel · Alemanha                                                        | 71.88 m  | Alexandros Papadimitriou · Grécia                                         | 71.54 m  | David Chaussinand França     | 70.36 m  |
| Lançamento de dardo          | Kostas Gatsioudis · Grécia                                                      | 83.82 m  | Sergey Makarov · Rússia                                                   | 82.54 m  | Mathias Holde · Alemanha     | 76.50 m  |

Feminino
| Evento                       | Ouro                          | Ouro    | Prata                          | Prata   | Bronze                        | Bronze  |
| ---------------------------- | ----------------------------- | ------- | ------------------------------ | ------- | ----------------------------- | ------- |
| 100 m                        | Natalya Anisimova · Rússia    | 11.60   | Bettina Zipp · Alemanha        | 11.68   | Hana Benešová · Chéquia       | 11.81   |
| 200 m                        | Yekaterina Leshchova · Rússia | 23.52   | Ionela Târlea · Roménia        | 23.62   | Monika Gachevska · Bulgária   | 23.66   |
| 400 m                        | Anja Rücker · Alemanha        | 51.42   | Natalya Khrushcheleva · Rússia | 52.44   | Ludmila Formanová · Chéquia   | 52.59   |
| 800 m                        | Tatyana Grigoryeva · Rússia   | 2:01.56 | Kati Kovacs · Alemanha         | 2:02.96 | Andrea Šuldesová · Chéquia    | 2:04.03 |
| 1500 m                       | Yekaterina Dedkova · Rússia   | 4:17.16 | Eliza Wanyini · Itália         | 4:19.08 | Carmen Wüstenhagen · Alemanha | 4:19.79 |
| 3000 m                       | Gabriela Szabo · Roménia      | 9:12.42 | Lidia Vasilevskaya · Rússia    | 9:13.54 | Dörte Köster · Alemanha       | 9:19.68 |
| 100 m com barreiras          | Erica Niculae · Roménia       | 13.50   | Nikola Spinova · Chéquia       | 13.72   | Angie Thorp · Reino Unido     | 13.77   |
| 400 m com barreiras          | Ionela Tîrlea · Roménia       | 56.87   | Ekaterina Nikishova · Rússia   | 57.36   | Louise Branning · Reino Unido | 58.80   |
| Revezamento 4 x 100 metros   | Rússia                        | 44.22   |                                |         |                               |         |
| Revezamento 4 x 400 metros   | Alemanha                      | 3:30.54 |                                |         |                               |         |
| Salto em altura              | Zuzana Kováčiková · Chéquia   | 1.94    | Viktoriya Fyodorova · Rússia   | 1.92 m  | Eleonora Milusheva · Bulgária | 1.90 m  |
| Salto em distância           | Lyudmila Galkina · Rússia     | 6.48    | Christina Galli · Itália       | 6.31 m  | Cristina Nicolau · Roménia    | 6.27 m  |
| Salto triplo [nota 1]        | Elena Dumitrascu · Roménia    | 13.79   | Nadia Morandini · Itália       | 13.77 m | Nkechi Madubuko · Alemanha    | 13.27 m |
| Arremesso de peso (6 kg)     | Irina Korzhanenko · Rússia    | 18.36   | Marika Tuliniemi · Finlândia   | 17.41 m | Nadine Kleinert · Alemanha    | 16.78 m |
| Arremesso de disco (1,75 kg) | Natalya Sadova · Rússia       | 60.56   | Atanaska Angelova · Bulgária   | 59.14 m | Anja Möllenbeck · Alemanha    | 57.46 m |
| Lançamento de dardo          | Dörthe Barby · Alemanha       | 57.56   | Claudia Isăilă · Roménia       | 56.96 m | Claudia Coslovich · Itália    | 56.70 m |

- nota 1 : A russa Yelena Lysak venceu originalmente o salto triplo feminino com uma folga de 13,88 m. No entanto, ela falhou no teste de doping, sendo desclassificada da competição e banida por quatro anos.

## Divisão B
A divisão B foi disputada em Lillehammer na Noruega.

### Classificação das equipes
| Posição | Nacionalidade | Pontos |
| ------- | ------------- | ------ |
| 1       | Polónia       | 100.5  |
| 2       | Ucrânia       | 91     |
| 3       | Finlândia     | 86.5   |
| 4       | Noruega       | 83     |
| 5       | Hungria       | 80     |
| 6       | Chipre        | 44     |
| 7       | Áustria       | 40     |
| 8       | Bulgária      | DNS    |

| Posição | Nacionalidade | Pontos |
| ------- | ------------- | ------ |
| 1       | Ucrânia       | 105    |
| 2       | França        | 103    |
| 3       | Polónia       | 83     |
| 4       | Hungria       | 68     |
| 5       | Grécia        | 63     |
| 6       | Espanha       | 61     |
| 7       | Noruega       | 48     |
| 8       | Países Baixos | 45     |

### Resultados
Esses foram os resultados da Divisão B.
Feminino
| Evento                       | Ouro                                                                                | Ouro    | Prata                          | Prata   | Bronze                  | Bronze  |
| ---------------------------- | ----------------------------------------------------------------------------------- | ------- | ------------------------------ | ------- | ----------------------- | ------- |
| 100 m                        | Iryna Pukha · Ucrânia                                                               | 11.60   | Ingvild Larsen · Noruega       | 11.61   | Delphine Combe França   | 11.65   |
| 200 m                        | Anzhela Balakhonova · Ucrânia                                                       | 23.63   | Aline André França             | 23.84   |                         |         |
| 400 m                        | Marie-Louise Bévis França                                                           | 53.46   | Svetlana Tverdokhleb · Ucrânia | 53.74   | Miriam Bravo · Espanha  | 54.34   |
| 800 m                        | Anna Jakubczak · Polónia                                                            | 2:03.87 | Séverine Foulon França         | 2:03.95 | Sonia Álvarez · Espanha | 2:05.10 |
| 1500 m                       | Sylvia Kruijer · Países Baixos                                                      | 4:17.34 |                                |         |                         |         |
| 3000 m                       | Mónika Tóth · Hungria                                                               | 9:32.34 | Magdalena Ruśniok · Polónia    | 9:34.52 | Malika Coutant França   | 9:35.77 |
| 100 m com barreiras          | Yelena Sukhoruchenko · Ucrânia                                                      | 13.17   | Nadège Joseph França           | 13.28   |                         |         |
| 400 m com barreiras          | Maya Shemchyshena · Ucrânia                                                         | 57.78   | Isabelle Dherbécourt França    | 57.83   | Eva Paniagua · Espanha  | 58.70   |
| Revezamento 4 x 100 metros   | França Isabelle Correa Sandra Chéri-Zécoté Delphine Combe Aline André               | 44.41   | Ucrânia                        | 44.41   |                         |         |
| Revezamento 4 x 400 metros   | França Lucie Rangassamy Marie-Françoise Opheltès Magalie Blondel Marie-Louise Bévis | 3:34.39 | Ucrânia                        | 3:34.57 |                         |         |
| Salto em altura              | Irina Mikhalchenko · Ucrânia                                                        | 1.88 m  | Dóra Győrffy · Hungria         | 1.81 m  | Katell Courgeon França  | 1.81 m  |
| Salto em distância           | Niki Xanthou · Grécia                                                               | 6.72 m  | Anastasia Mahob França         | 6.64 m  |                         |         |
| Salto triplo                 | Olena Hovorova · Ucrânia                                                            | 14.22 m | Valérie Guiyoule França        | 13.24 m |                         |         |
| Arremesso de peso (6 kg)     | Corrie de Bruin · Países Baixos                                                     | 16.99 m |                                |         |                         |         |
| Arremesso de disco (1,75 kg) | Olena Antonova · Ucrânia                                                            | 57.84 m |                                |         |                         |         |
| Lançamento de dardo          | Rose May Poilagi França                                                             | 56.86 m | Ewa Rybak · Polónia            | 55.56 m |                         |         |